# Pietro Gradenigo
Pietro Gradenigo (ur. 1251 – zm. 13 sierpnia 1311) – doża Wenecji od 1289 do 13 sierpnia 1311.